# Антонов, Михаил Моисеевич
Михаи́л Моисе́евич Анто́нов (белор. Міхаіл Майсеевіч Антонаў; 11 марта 1923 — 4 августа 1943) — советский офицер-танкист, участник Великой Отечественной войны, Герой Советского Союза (27.08.1943).
В ходе Орловской наступательной операции командир танкового взвода 231-го отдельного танкового полка 63-й армии Брянского фронта старший лейтенант М. М. Антонов первым ворвался на окраину Орла в районе ипподрома, где его танк был подбит. В критический момент боя, офицер бросился на немецкий пулемёт и ценой своей жизни заставил его замолчать, повторив подвиг А. М. Матросова.

## Биография

### Ранние годы
Родился 11 марта 1923 года в посёлке Костюковичи, ныне город Могилёвской области Белоруссии, в семье служащего. Белорус.
Вскоре семья переехала в село Краснополье, ныне посёлок городского типа Могилёвского района Могилёвской области Беларуси, где Михаил окончил среднюю школу (ныне Краснопольская районная государственная гимназия). По воспоминаниям его школьного товарища, кандидата военных наук, доцента, полковника Д. А. Москалёва, «нашими любимыми героями были Чапаев, Щорс, Пархоменко, Корчагин. Мы всегда были в курсе героических дел нашего народа, гордились успехами наших строек… Мы слушали радио, читали газеты, живо интересовались всем, что происходило за рубежом, часто собирались после уроков в школе и с жаром обсуждали события, волновавшие всю страну. А причин для волнений было немало, в мире было неспокойно. Германский рейх поднимал голову. Подавляющее большинство из нас по первому зову готовы были встать на защиту Родины…» В те годы многие школьники заранее готовились к армейской службе — занимались военным делом, военно-прикладными видами спорта, и затем успешно поступали в военные училища. В очень популярных среди мальчишек соревнованиях по стрельбе из малокалиберной винтовки Михаил Антонов чаще других выходил победителем. Михаил был энергичным и жизнерадостным юношей, любил носить лётную кожаную шапку. В 1935 году он вступил в ВЛКСМ.
Зимой 1939 года, когда он вместе с товарищами отправился на лыжный пробег в соседнюю деревню, один из парней отстал. Несмотря на усталость и сильную непогоду, Михаил развернулся и поехал искать потерявшегося товарища. Остальные лыжники последовали его примеру.
В Красную армию призван в 1940 году Могилёвским райвоенкоматом Белорусской ССР. В 1941 году окончил Ульяновское танковое училище.

### В годы Великой Отечественной войны
На фронтах Великой Отечественной войны с июля 1941 года.
С августа 1942 года лейтенант М. М. Антонов участвовал в обороне Сталинграда в составе 169-й танковой бригады, которая недавно, 15 июня 1942 года, закончила своё формирование. Вскоре она вошла в оперативное подчинение командиру 35-й гвардейской стрелковой дивизии генералу В. А. Глазкову и 22 августа заняла оборону в районе железнодорожной станции Котлубань и села Самофаловка.
В боях с 26 по 31 августа 1942 года командир танкового взвода Т-70 370-го танкового батальона 169-й танковой бригады лейтенант М. М. Антонов плотно взаимодействовал с 101-м гвардейским стрелковым полком 35-й гвардейской стрелковой дивизии. 28 августа, совместно с пехотинцами, танкисты взвода М. М. Антонова, отражая атаку противника уничтожили два танка, одно орудие и до 30 солдат противника. Атака противника была отбита во многом благодаря действиям лейтенанта М. М. Антонова, который несмотря на сильный артиллерийский и миномётный огонь, указывал цели и руководил огнём своих танков, находясь вне своего танка. Был представлен командованием бригады к ордену Красного Знамени, однако решением военного совета Юго-Западного фронта был награждён орденом Красной Звезды (30 сентября 1942).
После упорных оборонительных боёв к 4 сентября 1942 года в бригаде осталось всего 36 человек и два танка Т-34, которые были переданы 20-й мотострелково-пулемётной бригаде.
Лейтенант М. М. Антонов продолжил воевать под Сталинградом в составе 85-й танковой бригады. По воспоминаниям его однополчанина В. С. Чулкова, Михаил Антонов был смелым и решительным командиром. В декабре 1942 года, когда во время обходного манёвра в тылу противника два танка из взвода М. М. Антонова оказались обездвижены из-за заводского дефекта (произошло заклинивание коленчатых валов двигателей), а связь со штабом бригады отсутствовала, лейтенант М. М. Антонов принял рискованное решение отвести танки в укрытие и тщательно замаскировать. Через несколько дней танки смогли эвакуировать в тыл для ремонта.
В период с 14 июля по 4 августа 1943 года в боях на подступах к городу Орлу командир 1-го танкового взвода 3-й танковой роты 231-го отдельного танкового полка (63-я армия, Брянский фронт) комсомолец старший лейтенант М. М. Антонов проявил исключительное мужество и героизм. Офицер-танкист, с вверенным ему взводом танков Т-34, семь раз атаковал неприятеля, прокладывая путь советской пехоте. Как отмечено в наградном листе, по собственной инициативе ходил в атаку, «показал себя бесстрашным, самоотверженным, тактически грамотным командиром… В районе Подмаслово, умело используя местность, вёл взвод на врага, нанося ему потери в технике и живой силе». Преследуя отходящего противника, танкисты М. М. Антонова опрокинули заслон в районе сел Кафаново и Ольховец и одними из первых вместе с частями 5-й стрелковой дивизии ворвались в район лесопильного завода (в пригороде Орла).
Утром 4 августа 1943 года танковый взвод М. М. Антонова вырвался на передний край обороны противника на восточной окраине Орла. 4 августа в боях на подступах к Орлу старший лейтенант М. М. Антонов лично подбил и уничтожил пять танков, два самоходных орудия, подавил четыре орудия, а также уничтожил более 40 солдат противника. Когда был ранен командир танковой роты, М. М. Антонов заменил его. Командир полка подполковник Ф. М. Ковалёв по радио отдал приказ: «Любой ценой прорваться к ипподрому и закрепиться там!»
Экипаж его танка первым ворвался на орловский ипподром и вступил в бой, уничтожив несколько десятков солдат и раздавив гусеницами противотанковое орудие. Однако танкисты оказались на открытой местности, и на них обрушился огонь из противотанковых средств противника. Левый борт «тридцатьчетвёрки» взводного М. М. Антонова был обстрелян одним из замаскированных немецких орудий, и его боевая машина, получив несколько прямых попаданий, загорелась.
Старший лейтенант М. М. Антонов успел покинуть горящий танк, и тут же его и других воинов заставил прижаться к земле немецкий пулемётчик. В этот критический момент боя танкист Михаил Антонов бросился на пулемёт и ценой своей жизни заставил его замолчать.
На следующий день, 5 августа 1943 года, город Орёл был полностью освобождён от немецких войск.
Указом Президиума Верховного Совета СССР от 27 августа 1943 года «за образцовое выполнение боевых заданий командования на фронте борьбы с немецко-фашистским захватчиками и проявленные при этом мужество и героизм» старшему лейтенанту Антонову Михаилу Моисеевичу посмертно присвоено звание Героя Советского Союза.

## Награды и звания
Советские государственные награды и звания:
- Герой Советского Союза (27 августа 1943, посмертно[10])
- орден Ленина (27 августа 1943, посмертно[10])
- орден Красной Звезды (30 сентября 1942[6])

## Память

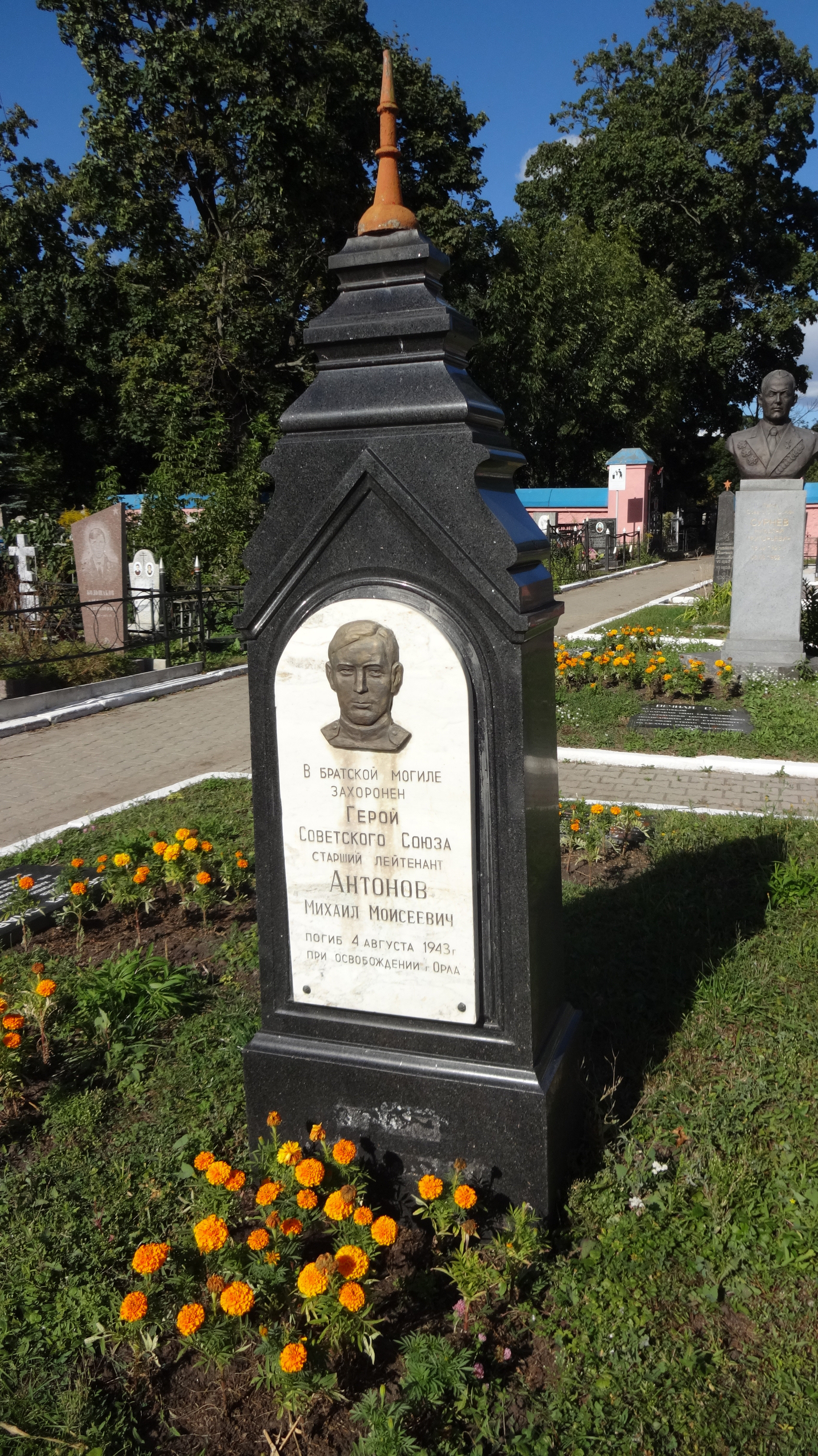
Надгробный памятник Михаила Моисеевича Антонова

5 августа 1943 года старший лейтенант М. М. Антонов был похоронен в братской могиле, расположенной в железнодорожном парке в Орле. После войны его останки были перезахоронены на воинском участке Троицкого кладбища.
Именем М. М. Антонова названы улица и школа в посёлке городского типа Краснополье Могилёвской области Беларуси, где установлена мемориальная доска, улица в городе Орле (с 30 ноября 1963 года) и школа в посёлке городского типа Колпны Орловской области.

## Семья
Отец Моисей Михайлович Антонов и мать Ксения Ивановна Антонова проживали в посёлке Краснополье Могилёвской области Белоруссии. Отец служил на почте телеграфистом, а мать работала медсестрой. У Михаила также были также две старшие сестры, которые окончили краснопольскую школу. Во время Великой Отечественной войны Моисей Михайлович пропал без вести, а Ксения Ивановна во время немецкой оккупации укрывала в доме еврейскую семью, спасая её от расправы. В послевоенные годы она вела активную общественную жизнь, вместе с детьми и внуками часто бывала в Орле, где посещала могилу своего сына, участвовала в различных памятных мероприятиях, а также выступала в местных школах, рассказывая детям о подвиге сына-героя. В то же время, по воспоминаниям Н. Р. Трояновой, внучатой племянницы М. М. Антонова, о погибшем сыне Ксения Ивановна рассказывала редко, до конца дней не могла смириться с его ранней гибелью.
Ныне в Краснополье живут дальние родственники М. М. Антонова: его внучатая племянница Наталья Романовна Троянова работает в гимназии учителем химии, передала в музей гимназии семейные фотографии и документы. Правнучатый племянник Михаила Антонова, Роман проходит в 2014 году срочную службу в белорусской армии.